# Уилсон, Эйжа
Эйжа Рияд Уилсон (англ. A'ja Riyadh Wilson; родилась 8 августа 1996 года, Хопкинс, штат Южная Каролина, США) — американская профессиональная баскетболистка, выступает в женской национальной баскетбольной ассоциации за команду «Лас-Вегас Эйсес», которой была выбрана на драфте ВНБА 2018 года в первом раунде под первым номером. Играет на позиции тяжёлого форварда.
В составе национальной сборной США выиграла Олимпийские игры 2020 года в Токио и 2024 года в Париже, а также чемпионаты мира 2018 года в Испании и чемпионат мира 2022 года в Австралии.

## Ранние годы
Эйжа родилась 8 августа 1996 года в городе Хопкинс (штат Южная Каролина) в семье Роско Уилсона и Евы Рейкс, у неё есть старший брат, Ренальдо, училась она в соседнем городе Колумбия в епископальной школе Хитвуд-Холл, в которой защищала цвета местной баскетбольной команды.

## Профессиональная карьера
В 2018 году была задрафтована под общим первым номером командой «Лас-Вегас Эйсес».
В одном из матчей сезона стала вторым новичком ЖНБА за всю историю, набравшим 35 очков и 10 подборов за матч. Вызывалась на Матч всех звезд ЖНБА 2018 года, по итогам сезона забрала приз лучшему новичку.
В июле 2019 года выбыла на месяц из-за травмы, пропустив Матч всех звезд 2019. Однако по итогам сезона вывела свою команду в плей-офф впервые с 2014 года. В полуфинале ее «Лас-Вегас Эйсес» уступили «Вашингтон Мистикс».
В полуфинале плей-офф сокращенного из-за COVID-19 сезона 2020 года Уилсон с одноклубницей Лиз Кэмбидж в пятиматчевой серии помогли «Тузам» одержать верх над «Коннектикут Сан», выведя франшизу в финал ЖНБА во второй раз в истории. Несмотря на это, в финале «Лас-Вегас Эйсес» в трех матчах уступили «Сиэтл Шторм». Эйжа стала MVP сезона.
В 2022 году Уилсон выиграла свой второй приз MVP сезона и впервые стала лучшим оборонительным игроком женской НБА, набирая 19,5 очка, 9,4 подбора и 1,9 блок-шота в среднем за игру. В том же году она впервые становится чемпионкой Женской национальной баскетбольной ассоциации.
В августе 2023 года в игре против «Атланта Дрим» Эйжа Уилсон установила личный рекорд по количеству очков за матч (53), преодолев планку в 50 очков за игру в третий раз в истории ЖНБА. В плей-офф «Лас Вегас Эйсес» проиграли лишь одну игру из десяти, второй раз подряд став чемпионами Ассоциации. Лидер команды, Уилсон впервые взяла титул MVP финала, набирая за решающую серию против «Нью-Йорк Либерти» 23,8 очка и 11,8 подбора. Кроме того, ее второй раз подряд выбрали лучшим оборонительным игроком.